# Global Teacher Prize
Премия Global Teacher Prize — ежегодная премия в размере 1 миллиона долларов США, присуждаемая с 2015 года Фондом Варки за выдающийся вклад в профессию учителя.

## Общая информация
Номинации учителей, отвечающих определенным критериям, открыты для выдвижения общественностью по всему миру. Учителя также могут самостоятельно выдвигать свои кандидатуру. Премию Global Teacher Prize присуждает жюри, в состав которой входят директора школ, эксперты в области образования, комментаторы, журналисты, государственные служащие, технологические предприниматели, директора компаний и ученые со всего мира.
Ежегодная премия была учреждена на втором ежегодном Глобальном форуме по образованию и профессиональным навыкам в марте 2014 года и сразу же получила более 5000 заявок из 127 стран мира. В 2015 году состоялось первое вручение премии.
Премия Global Teacher Prize, которую журналисты называют Нобелевской премией за педагогическую деятельность, популяризирует профессию учителя, одновременно признавая работу педагога.
С 2018 года в Португалии проводится ежегодная премия Global Teacher Prize Portugal в размере 30 000 евро, которая также присуждается Фондом Варки.

## История
Первая ежегодная премия Global Teacher Prize была присуждена в марте 2015 года Нэнси Этвелл, новаторской преподавательнице английского языка и тренеру-преподавателю из сельской местности штата Мэн в Соединенных Штатах, которая основала и руководит школой, где ученики читают в среднем 40 книг в год. Этвелл является автором девяти книг по преподаванию, в том числе одной, которая разошлась тиражом более полумиллиона экземпляров. Она пожертвовала свой приз в размере 1 миллиона долларов на содержание, развитие и стипендии своей школы, некоммерческого центра преподавания и обучения, которая также является демонстрационной школой для разработки и распространения методов обучения.

## Лауреаты премии
| Год  | Лауреат           | Принадлежность        | Фотография        | П. |
| ---- | ----------------- | --------------------- | ----------------- | --- |
| 2015 | Нэнси Этвелл      | США                   | Нэнси Этвелл      | Преподаватель английского языка и преподаватель-инструктор. |
| 2016 | Ханан Аль Хруб    | Государство Палестина | Ханан Аль Хруб    | Палестинский учитель |
| 2017 | Мэгги Макдоналл   | Канада                |                   | Учитель-инуит |
| 2018 | Андрия Зафираку   | Великобритания        | Андрия Зафираку   | Преподаватель декоративно-прикладного искусства и текстиля |
| 2019 | Питер Табичи      | Кения                 | Питер Табичи      | Учитель естествознания. Использовал метод, основанный на проектной педагогике. |
| 2020 | Ранджицинх Дисале | Индия                 | Ранджицинх Дисале | Индийский учитель. Использовал метод, основанный на использовании QR-кодов в учебниках для улучшения доступа к информации и посещаемости.                                           |
| 2021 | Кейша Торп        | США                   | Кейша Торп        | Преподаватель английского языка |
| 2023 | Риффат Ариф       | Пакистан              |                   | Учительница-самоучка, основавшая собственную бесплатную школу для малоимущих, которая, в частности, проводила занятия по самообороне для девочек и предоставляла финансовую помощь. |
| 2025 | Мансур Аль Мансур | Саудовская Аравия     |                   | Учитель в школе принца Сауда бин Джалави в Аль-Ахсе, гуманист и сторонник преобразующего обучения. Также известен своей благотворительной деятельностью и обучением заключенных.    |